# FreeGate
FreeGate – projekt stworzony w firmie Dynamic Internet Technology przez chińskiego programistę posługującego się pseudonimem Bill Xia. Projekt w założeniu ma pomagać mieszkańcom Chin przeglądać strony internetowe, do których dostęp jest w Chinach blokowany.
W roku 2004 media informowały, iż FreeGate przez jeden z najpopularniejszych programów antywirusowych był błędnie rozpoznawany jako trojan. Po nagłośnieniu sprawy producent antywirusa zmienił swoją politykę względem FreeGate.